# Komitatshaus (Košice)

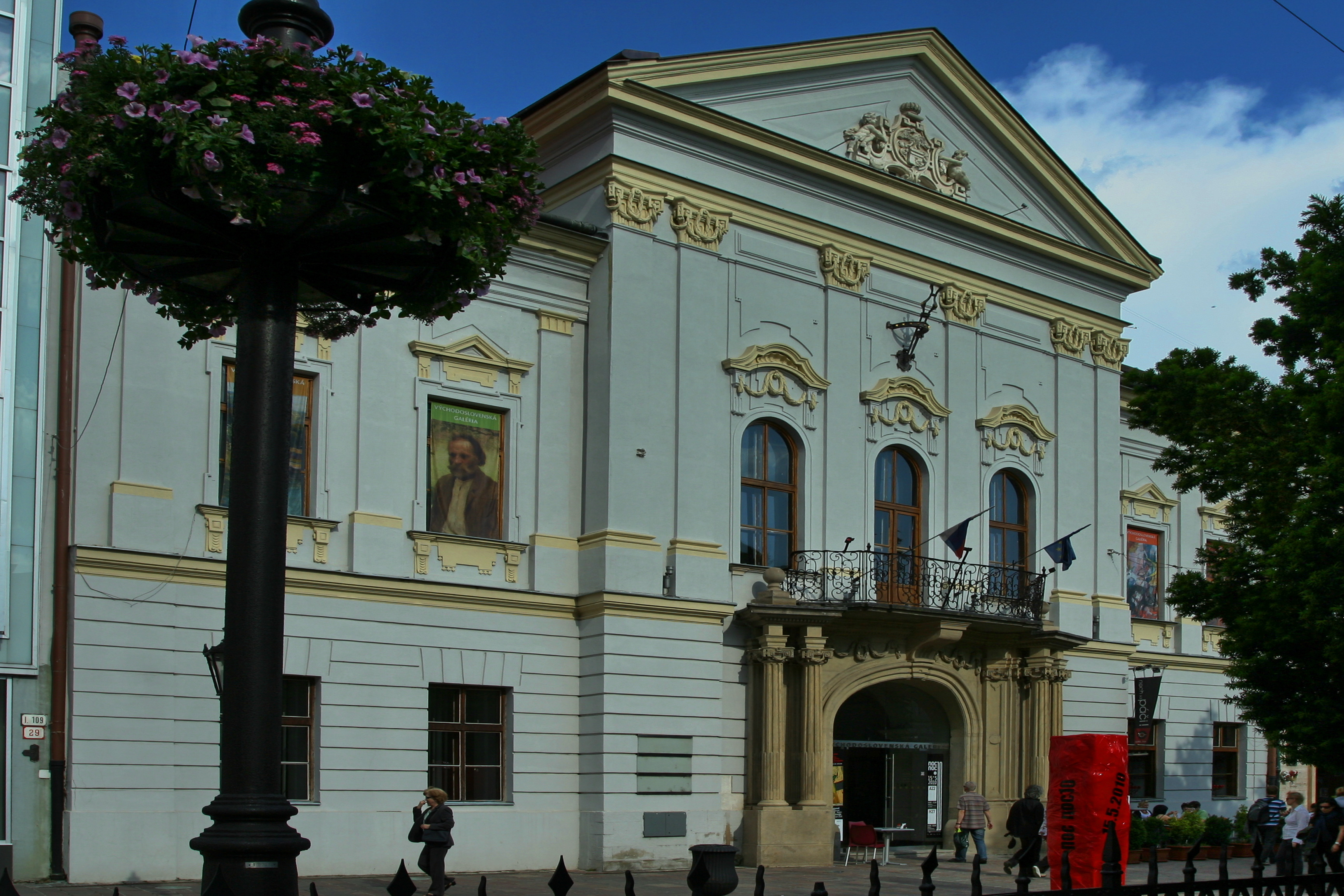

Das Komitatshaus (slowakisch Župný dom, alternativ auch Stoličný dom genannt) ist ein barock-klassizistisches Gebäude in der zweitgrößten slowakischen Stadt Košice (deutsch Kaschau). Es befindet sich an der Hauptstraße (slowakisch Hlavná ulica) Nr. 27 und beherbergt heute den Hauptsitz der Ostslowakischen Galerie (slowakisch Východoslovenská galéria).
Das Haus wurde 1779 nach Plänen des Architekten Johann Langer errichtet und wurde Sitz des historischen Komitats Abaúj (seit 1881 des Komitats Abaúj-Torna) im damaligen Königreich Ungarn. Nach einem in den Jahren 1888–1889 durchgeführten Umbau nach einem Projekt von Béla Gerster wurde der Hofbereich neu gestaltet, dazu entstanden kleinere Seitenflügel. Bis 1928 diente das Haus als Verwaltungssitz, mit einer Verwaltungsreform der damaligen Tschechoslowakei verlor es aber diese Funktion. Bis 1940 wurde auch der hintere Trakt Richtung Straße Orlia verlängert.
Im April 1945 wurde das Haus vorübergehend Sitz der tschechoslowakischen Regierung, die hier am 5. April das Kaschauer Regierungsprogramm verkündete, deshalb war es von 1945 bis 1990 als „Haus des Kaschauer Regierungsprogramms“ (slowakisch Dom Košického vládneho programu) bekannt. Ein von 1973 bis 1975 stattgefundener Umbau veränderte die innere Disposition und das Gebäude wurde danach als Museum neu gewidmet, dabei wurde auf die historische künstlerische Verzierung nur wenig Rücksicht genommen. Seit 1992 ist das Gebäude Sitz der Ostslowakischen Galerie, nach weiteren Baumaßnahmen in den Jahren 2005 und 2013 erhielt sie großzügige Untergrundräume.
An die ursprüngliche Funktion erinnern das an der Frontfassade angebrachte Wappen des Komitats Abaúj-Torna sowie die verzierte Stuckdecke im ehemaligen Sitzungssaal im ersten Obergeschoss, mit Wappen des Komitats und einiger Städte.